# Violet Patterson
Violet Patterson (* um 1928) ist eine englische Tischtennis-Nationalspielerin, die 1947 und 1948 an den Weltmeisterschaften teilnahm.

## Werdegang
Violet Patterson spielte beim Verein St. Mark’s Club in East London. 1947 wurde sie für die Weltmeisterschaft nominiert. Hier erreichte sie – als eine der jüngsten Teilnehmerinnen – im Einzel und im Doppel mit Margaret Osborne das Viertelfinale. Bei der nächsten WM 1948 konnte sie an diese Erfolge nicht mehr anknüpfen.
Nach ihrer Heirat 1948 trat sie international nicht mehr in Erscheinung.

## Turnierergebnisse
| Verband | Veranstaltung     | Jahr | Ort     | Land | Einzel        | Doppel        | Mixed     | Team |
| ------- | ----------------- | ---- | ------- | ---- | ------------- | ------------- | --------- | ---- |
| ENG     | Weltmeisterschaft | 1948 | Wembley | ENG  | letzte 32     | Scratched     | letzte 16 |      |
| ENG     | Weltmeisterschaft | 1947 | Paris   | FRA  | Viertelfinale | Viertelfinale | letzte 16 |      |